# Papyrus 104
Papyrus 104 (nach Gregory-Aland mit Sigel {\displaystyle {\mathfrak {P}}}104 bezeichnet) ist eine frühe griechische Abschrift des Neuen Testaments. 

## Beschreibung
Dieses Papyrusmanuskript des Matthäusevangeliums enthält nur die Verse 21,34–37. Mittels Paläographie wurde es auf das 2. Jahrhundert datiert.

## Text
AΠE-
ΣTEIΛEN TOYΣ ΔOYΛOYΣ AYTOY ΠPOΣ
TOYΣ ΓEΩPΓOYΣ ΛABEIN TOYΣ KAP-
ΠOYΣ AYTOY KAI ΛABONTEΣ OI ΓEΩP-
ΓOI TOYΣ ΔOYΛOYΣ AYTOY ON MEN
EΔEIPAN ON ΔE AΠEKTEINAN ON
ΔE EΛIΘOBOΛHΣAN ΠAΛIN AΠE-
ΣTEIΛEN AΛΛOYΣ ΔOYΛOYΣ ΠΛEIO-
NAΣ TΩN ΠPΩTΩN KAI EΠOIHΣAN
AYTOIΣ ΩΣAYTΩΣ YΣTEPON ΔE AΠE-
ΣTEIΛEN
(...Als nun die Erntezeit kam,) schickte er seine Knechte zu den Winzern, um zu holen seine Früchte.
Und da packten die Winzer seine Knechte; den einen prügelten sie, den andern brachten sie um, einen dritten steinigten sie. Darauf schickte er andere Knechte, mehr als das erste Mal; mit ihnen machten sie es genauso.
Zuletzt sandte er (seinen Sohn zu ihnen...)
Der griechische Text des Kodex repräsentiert den Alexandrinischen Texttyp.

## Aufbewahrungsort
Die Handschrift wird zurzeit im Bodleian Art, Archaeology and Ancient World Library unter der Signatur P. Oxy. 4404 in Oxford aufbewahrt.

### Abbildungen
- Oxyrhynchus Online, P.Oxy.LXIV 4404
- University of Münster,New Testament Transcripts Prototype. Select P104 from 'Manuscript descriptions' box

### Offizielle Registrierung
- „Fortsetzung der Liste der Handschriften“ Institut für Neutestamentliche Textforschung, Universität Münster. (PDF-Datei; 147 kB)